# Arthur (Or the Decline and Fall of the British Empire)
Arthur or the Decline and Fall of the British Empire ist das siebte Studioalbum der britischen Rockgruppe The Kinks. Es wurde in England am 10. Oktober 1969 veröffentlicht. Alle darauf enthaltenen Kompositionen stammen von Ray Davies. Es erschien nach einem schwierigen Jahr für die Band nach dem kommerziellen Misserfolg des Vorgängeralbums The Kinks Are the Village Green Preservation Society sowie mehreren nur mäßig erfolgreichen Singles. Außerdem hatte im April 1969 Bassist Pete Quaife die Band verlassen, ein Nachfolger (John Dalton) musste gefunden werden.

## Geschichte
Ray Davies legte das Konzeptalbum als Soundtrack für ein geplantes Fernsehspiel an, welches allerdings aus Geldmangel nie realisiert wurde. Möglicherweise war der auftraggebenden TV-Produktionsfirma Granada das Spießer-Psychogramm aber auch zu pessimistisch und zu renitent. Die entworfene Handlung verwendete Ray Davies in Zusammenarbeit mit dem englischen Drehbuchautor Julian Mitchell für die LP.
Zu der Geschichte „über den Niedergang und Verfall des britischen Weltreichs“ angeregt wurde Ray Davies durch seinen Schwager, welcher mit seiner Frau Rose – der älteren Schwester von Ray und Dave, welche bereits 1966 in dem Lied Rosie Won’t You Please Come Home vom Album Face to Face Erwähnung fand – nach Australien emigrierte. Erzählt wird vom Aufstieg des Teppichlegers Arthur nach dem Zweiten Weltkrieg. Sowohl sarkastisch als auch melancholisch beschreiben die Lieder das frühere England, das Arthur einst kannte, die Verheißung des Lebens in Australien, die Leere des komfortablen aber oberflächlichen Lebens in seiner Heimat, dem vermeintlichen Shangri-La, von der Entschlossenheit der britischen Bevölkerung während des Zweiten Weltkrieges sowie vom Tod des Bruders im Ersten Weltkrieg.
Viele der Lieder sind wieder im harten Rock-’n’-Roll-Stil der Anfangsjahre gehalten, den die Band zuletzt vernachlässigt hatte, wie beispielsweise Victoria oder Brainwashed. Von den ausgekoppelten Singles Drivin’, Shangri-La und Victoria war nur letztere ein bescheidener Hit in Großbritannien (Platz 33).
Das Album wurde wieder insbesondere von der amerikanischen Kritik sehr positiv aufgenommen, speziell im Vergleich mit Tommy, der allerdings höchst erfolgreichen Rockoper der britischen Band The Who, welche im Mai des gleichen Jahres veröffentlicht worden war.
Arthur hingegen war nur ein mäßiger kommerzieller Erfolg, wurde aber allgemein als Beendigung der Krise der Kinks nach den Enttäuschungen des Jahres 1968 betrachtet. Ebenso möglich wurde eine Rückkehr auf amerikanische Live-Bühnen Ende 1969 nach der Aufhebung des fünfjährigen Bannes, 1964 ausgelöst durch einen Streit mit der US-amerikanischen Musikergewerkschaft. Und auch der kommerzielle Erfolg sollte mit der Veröffentlichung der Single Lola im Juni 1970 zurückkehren.

## Titelliste
Seite 1
1. Victoria – 3:40
2. Yes Sir, No Sir – 3:46
3. Some Mother’s Son – 3:25
4. Drivin’ – 3:21
5. Brainwashed – 2:34
6. Australia – 6:46

Seite 2
1. Shangri-La – 5:20
2. Mr. Churchill Says – 4:42
3. She’s Bought A Hat Like Princess Marina – 3:07
4. Young And Innocent Days – 3:21
5. Nothing To Say – 3:08
6. Arthur – 5:27.